# 비탈리 게라시모프
비탈리 페트로비치 게라시모프(러시아어: Виталий Петрович Герасимов; 1977년 7월 9일 출생)는 러시아 육군 소장 (1성 장군)이자 제41연합군의 참모장 겸 제1부사령관이다.
2022년 3월 7일, 우크라이나 국방부는 러시아의 우크라이나 침공 중 하르키우주에서 게라시모프가 사망했다고 발표했다. 그러나 게라시모프는 2022년 5월 23일에 알렉산드르 넵스키 훈장을 받으면서 BBC 러시아에 의해 생존이 확인되었다.

## 초기 생활과 교육
비탈리 페트로비치 게라시모프는 1977년 7월 9일 카잔에서 태어났다. 게라시모프는 1999년 카잔 고등 전차 사령관 학교를 졸업하고 2007년 러시아 군사 종합 아카데미를 졸업했다.

## 군사 경력
게라시모프는 제2차 체첸 전쟁 (1999–2000)에 참전했다. 2007년부터 2010년까지 그는 북카프카스 군사 지구에서 차량화 소총 대대를 지휘했다. 2013년 10월, 대령으로 제15독립차량화소총여단 (평화유지군)의 지휘관으로 임명되었다.
그는 2014년 러시아의 크림반도 합병과 러시아의 시리아 군사 작전 (2015년부터)에 참전하여 전역기념장을 받았다. 2016년 6월, 그는 소장으로 진급했다.
게라시모프는 2022년 3월 7일 러시아의 우크라이나 침공 중 하르키우 근처에서 다른 여러 고위 러시아 관리들과 함께 사망했다고 우크라이나 당국에 의해 주장되었다. 우크라이나 국방부는 증거를 제시하지 않았고, 미국 관리들과 CNN은 주장을 확인할 수 없었다. 네덜란드에 본부를 둔 공개출처정보 (OSINT) 팩트체크 그룹 벨링캣은 러시아 통신에 대한 우크라이나의 도청과 "러시아 소스"를 통해 사망을 확인했다고 밝혔다. 가디언 신문은 3월 8일 우크라이나 국방부가 "사망을 논의하고 우크라이나 내에서 보안 통신이 더 이상 작동하지 않는다고 불평하는 두 러시아 FSB 장교 간의 대화라고 주장하는 내용을 방송했다"고 보도했다. 게라시모프는 나중에 5월 23일에 알렉산드르 넵스키 훈장을 받으면서 살아있는 것이 확인되었다.

## 같이 보기
- 러시아의 우크라이나 침공 중 사망한 러시아 장군 목록